# Karlsruhe (Schiff, 1929)
Der Leichte Kreuzer Karlsruhe war ein deutsches Kriegsschiff, das für die Reichsmarine der Weimarer Republik erbaut und später durch die Kriegsmarine im Zweiten Weltkrieg eingesetzt wurde. Sie war das zweite von drei gebauten Schiffen der Königsberg-Klasse. Benannt war das Schiff nach der Stadt Karlsruhe.

## Geschichte

### Bau und Indienststellung

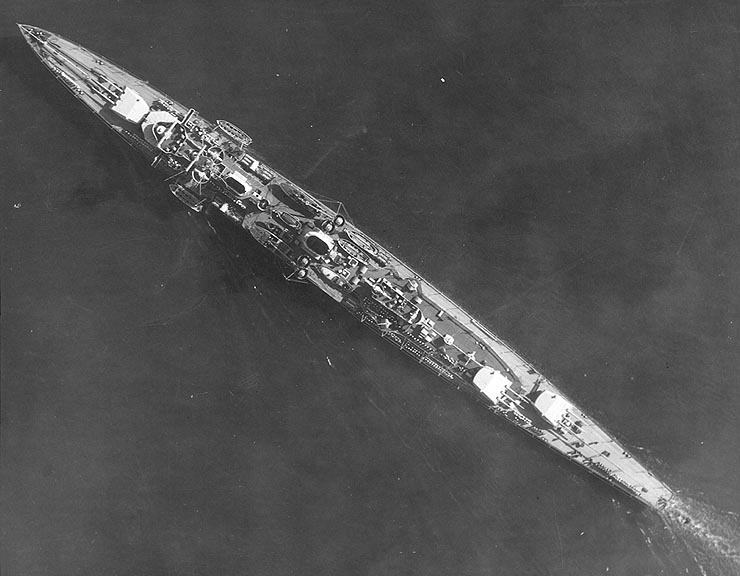
Die Luftaufnahme der Karlsruhe von 1934 zeigt deutlich die beiden seitlich versetzten hinteren Geschütztürme

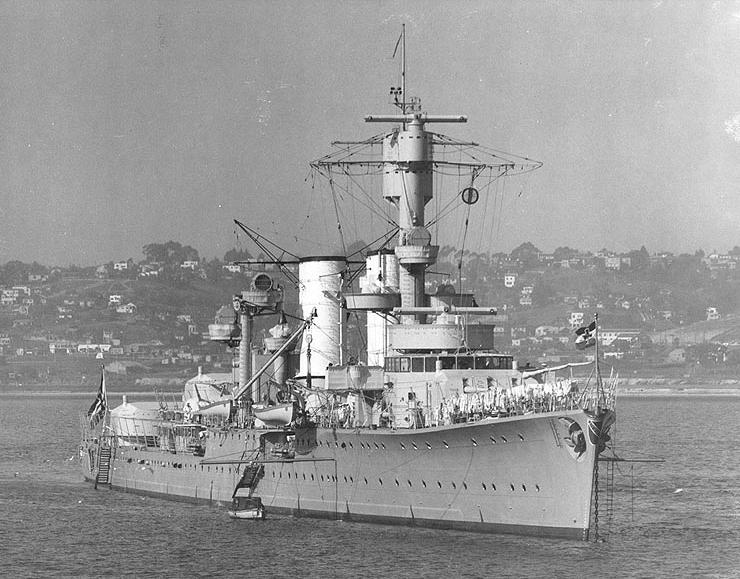
Leichter Kreuzer Karlsruhe am 28. März 1934 vor San Diego (USA)

Nach der Königsberg und vor der Köln lief am 20. August 1927 das zweite Kriegsschiff der Königsberg-Klasse vom Stapel. Es wurde auf den Namen Karlsruhe getauft. Die Taufrede hielt der Karlsruher Oberbürgermeister Finter, während der eigentliche Taufakt von Frau Köhler, der Witwe des am 4. November 1914 gefallenen Kommandanten der Karlsruhe, Fregattenkapitän Erich Köhler, vollzogen wurde. Mit der Überführungsfahrt von Kiel nach Wilhelmshaven am 15. Oktober 1929 unter Werftflagge wurden die Werftprobefahrten abgeschlossen. Die Indienststellung der Karlsruhe erfolgte am 6. November 1929 in Wilhelmshaven unter dem Kommando von Fregattenkapitän Lindau.
Die Karlsruhe unterschied sich vor allem durch den zweistöckigen Vormarsleitstand von ihren Schwesterschiffen; er diente der Ausbildung von Artillerieoffizieren.

### Zeit als Schulschiff
Der Kreuzer wurde von Mai 1930 bis Juni 1936 für die Inspektion des Bildungswesens der Marine fast ausschließlich als Schulschiff für Offizieranwärter auf fünf ausgedehnten Reisen durch alle Weltmeere eingesetzt. Bei der fünften Ausbildungsreise von 1935 bis 1936 traten bei der Überfahrt von Japan nach den Vereinigten Staaten während eines mehrtägigen Orkans so schwere Schäden auf, dass das Schiff Anfang April 1936 in San Diego ein Reparaturdock anlaufen musste. Mit dieser Reise war für die Karlsruhe der Dienst als Schulschiff beendet. Mit Wirkung vom 1. Juli 1936 wurde das Schiff den Aufklärungsstreitkräften und damit seiner eigentlichen Bestimmung zugeteilt. Während des Spanischen Bürgerkrieges wurde die Karlsruhe im Januar/Februar und im Juni 1937 zu Einsätzen in spanischen Gewässern befohlen. Sie patrouillierte in den Küstengewässern von Spanien und Portugal, ansonsten blieben diese beiden Reisen ohne besondere Ereignisse.

### Der Umbau
Schon bei früheren kleinen Umbauten wurden unter anderem mehrfach Deckshäuser geändert, der vordere Mast entfernt und durch eine Stenge oben am Gefechtsmast ersetzt (1931), die Antennenspieren an beiden Seiten des hinteren Schornsteins durch einen Teleskopmast ersetzt (1935).
Um Strukturmängel und das daraus folgende schlechte Seegangsverhalten zu verbessern, wurde sie am 20. Mai 1938 vorläufig außer Dienst gestellt und anschließend in der Kriegsmarinewerft Wilhelmshaven umgebaut. Das Schiff wurde um 1,60 Meter verbreitert und stärker gepanzert. Der Vormarsleitstand verlor ein Stockwerk, die Schornsteine erhielten Kappen, der hintere wurde verkürzt und erhielt einen Dreibeinmast; neue Kräne wurden eingebaut. Die seitlichen Säulen auf Höhe des hinteren Schornsteins, an denen die vier großen Scheinwerfer befestigt waren, wurden entfernt, die Scheinwerfer in Marse an beiden Schornsteinen versetzt. Bei Kriegsausbruch waren die Umbauarbeiten noch nicht beendet, und erst am 13. November 1939 konnte die Karlsruhe wieder in Dienst gestellt werden, um zunächst Erprobungen durchzuführen.

### Einsatz und Untergang
Mit einer neuen und noch unzureichend ausgebildeten Besatzung nahm das Schiff dann im April 1940 am Unternehmen Weserübung teil. Unter dem Kommando von Kapitän zur See Rieve hatte der Kreuzer die Aufgabe, die Landung deutscher Truppen in Kristiansand zu sichern.
Auf dem Rückmarsch im Skagerrak gelang am 9. April gegen 19.58 Uhr dem britischen U-Boot Truant ein Torpedotreffer, der beide Maschinen und die elektrische Anlage, das Ruder und die Lenzmittel außer Betrieb setzte und 13 Mann der Besatzung tötete. Das Schiff zeigte sehr schnell Schlagseite und begann zu sinken. Gegen 21.00 Uhr stieg die Besatzung auf die Torpedoboote Luchs und Seeadler über. Als das Schiff bis zur Schanz weggesackt war, gab Kapitän Rieve dem Torpedoboot Greif den Befehl, den Kreuzer durch Torpedoschuss zu versenken. Sodann trafen um 22.50 Uhr zwei Torpedos der Greif die Karlsruhe, welche nahe Kristiansand sank.

### Wrackfund
Die genaue Lage des Wracks war lange Zeit unbekannt. Im Jahr 2017 wurde das Wrack 11 Seemeilen südöstlich von Kristiansand in 490 Metern Tiefe und nur etwa 15 Meter vom in den 1970er Jahren zwischen Norwegen und Dänemark verlegten Seekabel entdeckt, doch erst im Juli 2020 wurde das Wrack durch einen Tauchroboter untersucht und als Wrack der Karlsruhe identifiziert. Der Fundort liegt etwa 13 Seemeilen vor der Küste und etwa 10 Seemeilen vom historisch überlieferten Untergangsort entfernt.

## Kommandanten
| 6. November 1929 bis 25. September 1931   | Fregattenkapitän / Kapitän zur See Eugen Lindau           |
| 26. September 1931 bis 8. Dezember 1932   | Fregattenkapitän / Kapitän zur See Erwin Waßner           |
| 9. Dezember 1932 bis 15. September 1934   | Fregattenkapitän Wilhelm Freiherr Harsdorf von Enderndorf |
| 16. September 1934 bis 23. September 1935 | Kapitän zur See Günther Lütjens                           |
| 24. September 1935 bis 28. September 1937 | Fregattenkapitän/Kapitän zur See Leopold Siemens          |
| 29. September 1937 bis 20. Mai 1938       | Kapitän zur See Erich Förste                              |
| 13. November 1939 bis 10. April 1940      | Kapitän zur See Friedrich Rieve                           |

## Bekannte Besatzungsangehörige
- Carl-Heinz Birnbacher (1910–1991), war von 1968 bis 1970, als Konteradmiral der Bundesmarine, Stellvertreter des Befehlshabers der Flotte
- Albrecht Brandi (1914–1966), Kadett 1936, vielleicht auch schon 1935, war u. a. U-Boot Kommandant der Kriegsmarine, Träger des Ritterkreuzes mit Eichenlaub, Schwertern und Brillanten
- Heinrich Gerlach (1906–1988), war von 1963 bis 1966 als Vizeadmiral Befehlshaber der Flotte
- Robert Gysae (1911–1989), war von 1967 bis 1970 als Flottillenadmiral Kommandeur der Marinedivision Nordsee
- Walter Heck (1910–1987), war von 1969 bis 1970 als Flottillenadmiral Unterabteilungsleiter im Führungsstab der Streitkräfte
- Bernd Klug (1914–1976), war von 1966 bis 1968 als Flottillenadmiral Kommandeur der Marineschule Mürwik
- Günter Kuhnke (1912–1990), war von 1966 bis 1972 als Konteradmiral Amtschef des Marineamts
- Heinz Kühnle (1915–2001), war von 1971 bis 1975 Vierter Inspekteur der Marine
- Bernhard Rogge (1899–1982), war von 1957 bis 1962 als Konteradmiral Befehlshaber des Wehrbereichs I
- Karl E. Smidt (1903–1984), war von 1961 bis 1963 als Konteradmiral NATO-Befehlshaber der deutschen Flotte mit Befehlsgewalt über Nord- und Ostsee
- Erich Topp (1914–2005), Kadett 1934 bis 1935, war U-Boot Kommandant der Kriegsmarine und Konteradmiral der Bundesmarine